# Raptor: Call of the Shadows
Raptor: Call of the Shadows ist ein vertikal scrollendes Shoot-’em-up-Computerspiel, das von Cygnus Studios entwickelt und 1994 von Apogee Software veröffentlicht wurde. Das Spiel erschien ursprünglich als Shareware für MS-DOS. 2010 erschien ein Re-Release bei GOG.com und 2015 eine erneute Wiederveröffentlichung bei Steam für Windows.
Für Linux existiert ein inoffizieller Klon, der unter der GNU General Public License veröffentlicht wurde und die Originalspieldateien benötigt. 2023 wurden der Originalquelltext durch Scott Host und weitere Beteiligte offiziell freigegeben.

## Rezeption
Für Jörg Langer von PC Player bestach Raptor als unkompliziertes, technisch solides Ballerspiel nach Spielhallen-Art. Das Investieren von verdienten Punkten in verbesserte Bewaffnung sorgt laut Power Play für Langzeitmotivation. Das Scrolling sei flüssig. Lediglich die grafischen Elemente wiederholen sich stark.